# Portada/article desembre 6

## Políedre
Un políedre (del grec πολύεδρον (πολύς, polys = "molts" i ἔδρον, édron = "cara") és un cos geomètric la superfície del qual es compon d'una quantitat finita de polígons plans. Els seus elements notables són la cara o faceta que és la porció de pla que limita el cos, l'aresta on es troben dues cares, i el vèrtex on es troben tres o més arestes. Encara que sempre s'ha concebut el políedre com un cos de tres dimensions, també hi ha semblants topològics en qualsevol dimensió; per exemple, el polígon és el semblant topològic de dues dimensions del políedre. Totes aquestes formes són conegudes com a polítops.